# 星光子
星 光子（ほし みつこ、旧芸名：堤 光子（本名）、神原桐子、1949年1月1日 - ）は、東京都出身の女優。現在は舞台を中心に活躍。pboxx所属。

## 人物
高校卒業後、劇団四季に入団。1972年に大和田伸也が率いる演劇グループ、プラス1に参加。
オーディションを経て、1972年、『ウルトラマンA』に南夕子役で主演する。その後、『緊急指令10-4・10-10』、『アイアンキング』などの特撮番組に出演した後、「神原桐子」あるいは「堤光子」として、テレビなどに出演するが、結婚を機に女優業を引退。
2000年ごろ、ジャズダンサーの宮崎渥己、演出家の三田地理穂の影響を受け、ジャズダンスを始める。現在、舞台にて活躍。
特技はジャズダンス、日本舞踊。日本舞踊は藤間文彦の紹介により、藤間勘十郎（7世）に長く師事していた。藤間勘鷺を襲名。
娘の紫子には光子さんと呼ばせるようにしている。

## 『ウルトラマンA』の出演と降板
北斗星司隊員（高峰圭二）とともに『ウルトラマンA』の主役の1人であった南夕子隊員役には、当初関かおりが決まっていた。しかし、関が舞台事故により骨折しクランクイン直後に降板。急遽再オーディションが行われ、当時堤光子と名乗っていた星が配役された。番組は関の骨折前に第2話までの撮影はほとんど撮り終えていて、第2話までの南隊員登場シーン部分を星の演技で改めて撮り直した。
星光子という芸名は円谷プロからの求めにより名付けられたとのことである。円谷プロ側の意向による『ウルトラマンA』の話題作りと役作りのため、山野愛子デザインのオカッパを伸ばしたような髪型（通称「夕子カット」）に変えた。
制作スタッフによると、星は衣裳を隠されたりヘルメットを投げつけられるなどの苛めを受けていたと噂されていた。
第28話をもって、主役降板する。星が2004年から2005年にかけて語ったところによると、この降板は脚本が渡されるまで全く知らされることはなく、脚本を読み終えて困惑したとのことである。当初から『ウルトラマンA』の番組制作に対しては違和感を覚えていたが、南夕子を演じ切ることを目標にしていた星は、第28話でも受け入れざるを得ない状況におかれた。その際、監督に申し出て自らの演技を通したが、同時に「なぜ私が降板することが番組のテコ入れなのか？」と悩んだ後、「誰にも会わずそのまま現場から帰った」という状態になり、『ウルトラマンA』の番組へのわだかまりが生じていたとの述懐をしている。そのため、30年の長きにわたり、南夕子を演じていた経歴はほとんどふりかえられることはなかった。
星光子が南夕子を演じていた女優として、再び公の場に現れるのは、2004年のデジタルウルトラプロジェクトによる『ウルトラマンA』のDVD制作がきっかけである。今日に至るまでに当時のスタッフとの再会や『ウルトラマンA』のファンによる南夕子への根強い支持などを通して、今では『自身の大切な演歴』と語っている。
2006年公開の『ウルトラマンメビウス&ウルトラ兄弟』では、『ウルトラマンA』の回想シーン（当時撮影分）およびエンドロールのボーナスフィルムに友情出演した他、同じく友情出演した桜井浩子、ひし美ゆり子と3人で映画の宣伝イベントにも多数参加した。
さらに2007年2月放送のテレビ版『ウルトラマンメビウス』第44話に南夕子役で出演（映画に友情出演した中でテレビ版にも出演したのは彼女のみである）、北斗との再会を果たしている。また、出演時に記念として新造のウルトラリングが贈られ感激したそうである。2008年公開『大決戦!超ウルトラ8兄弟』では北斗星司と南夕子は夫婦という設定で登場した。二人の間の娘役で星の娘の紫子が出演している。
2009年3月11日に娘の紫子のブログで「（南隊員役を降ろさせたのは）やはり魔物の仕業だったということなのでしょう。視聴率という名の魔物」と、南隊員役を降板させた原因を示唆するコメントを残しており、最後は「（降板を知らされて）悲しかったのは私だけではなかったのです。私はこのことを生涯の宝として大切にしていきたいと思っています」とコメントしている。
2014年において、降板は主役2人体制の制作の難しさからのもので、星には全くの非がなかったことが円谷プロからの返答でわかり、共演の西恵子と再会した。

## 出演

### 映画
| タイトル                             | 公開年 | 役名               | 配給                     | 備考                       |
| ------------------------------------ | ------ | ------------------ | ------------------------ | -------------------------- |
| あさき夢みし                         | 1974年 | 庶民娘             | ATG                      |                            |
| ウルトラマンメビウス&ウルトラ兄弟    | 2006年 |                    | 松竹                     | エンドロールフィルムに出演 |
| 大決戦!超ウルトラ8兄弟               | 2008年 | 北斗夕子（南夕子） | 松竹                     | 紫子と共演                 |
| 築城せよ!                            | 2009年 | 春日時枝           | 東京テアトル             |                            |
| Oh!透明人間                          | 2010年 | 萩谷まどか         | インターフィルム         | 紫子と共演                 |
| デスカッパ                           | 2010年 | 参謀               | インターフィルム         | アメリカでは2009年に公開   |
| 地球防衛ガールズP9                   | 2011年 | 北朝子             | ファイヤークラッカー     |                            |
| 燃える仏像人間                       | 2013年 | 天の声             | インターフィルム         | 声の出演                   |
| Oh!透明人間 インビジブルガール登場!? | 2014年 |                    | インターフィルム         |                            |
| 石だん                               | 2021年 | 桑原里美           | 映画石だん製作実行委員会 | 特別出演                   |

### テレビドラマ
| タイトル                       | 話数 / サブタイトル | 放映年          | 役名               | 放映局           | 備考           |
| ------------------------------ | --- | --------------- | ------------------ | ---------------- | -------------- |
| ウルトラマンA                  | 第1〜28・38・52話 | 1972年 - 1973年 | 南夕子             | TBS              |                |
| アイアンキング                 | 第8話「影の地帯」 | 1972年          | よし子             | TBS              |                |
| 緊急指令10-4・10-10            | 第19話「大空を飛ぶ少年」                                                                                                   | 1972年          | 高津弘子           | NET              |                |
| 熱血猿飛佐助                   | 第18話「赤いひとすじの糸」                                                                                                 | 1973年          | 諏訪城主の娘・紅葉 | TBS              |                |
| 冬物語                         | 第15話「晴れた空、悲しく」                                                                                                 | 1973年          | 看護婦             | 日本テレビ       | 堤光子名義     |
| 冬物語                         | 第16話「誓いの京都」 | 1973年          | 看護婦             | 日本テレビ       | 堤光子名義     |
| あなたの町                     | あなたの町 | 1973年          | 早苗               | NHK              |                |
| ウルトラマンタロウ             | 第39話「ウルトラ父子餅つき大作戦!」                                                                                        | 1973年          | 南夕子             | TBS              |                |
| 隠密剣士突っ走れ!              | 第9話「竜巻を斬る信太郎」                                                                                                  | 1974年          | マキ               | TBS              |                |
| 大江戸捜査網                   | 第140話「謎の連続誘拐事件」                                                                                                | 1974年          | 根来衆くの一       | 東京12チャンネル | 堤光子名義     |
| 電人ザボーガー                 | 第39〜52話 | 1974年 - 1975年 | 王女メザ           | フジテレビ       | 堤光子名義     |
| ウルトラマンメビウス           | 第44話「エースの願い」 | 2007年          | 南夕子             | 中部日本放送     |                |
| ウルトラゾーン                 | 第12話「ラゴンの恩返し」                                                                                                   | 2011年          | 良子               | tvk              |                |
| 温泉 (秘) 大作戦14             | 南部鉄器の美人職人と美肌効果の露天風呂！ 10年前に死んだはずの恋人が帰ってきた!? 八幡平の大自然と秘湯をめぐる連続殺人の謎!! | 2014年          | 杉山道子           | テレビ朝日       | 土曜ワイド劇場 |
| 元町ロックンロールスウィンドル | 第3話「愛しのストリッパー」                                                                                                | 2019年          | メイコ             | サンテレビ       |                |

### その他のテレビ番組
| タイトル          | 放映年             | 放映局 | 備考                        |
| ----------------- | ------------------ | ------ | --------------------------- |
| あそびましょう    | 1972年             | NET    |                             |
| クイズ!脳ベルSHOW | 2024年8月5日、12日 | BSフジ | 2週にわたり回答者として出演 |

### テレビアニメ
| タイトル           | 話数 / サブタイトル           | 放映年 | 役名   | 放映局     | 備考                                              |
| ------------------ | ----------------------------- | ------ | ------ | ---------- | ------------------------------------------------- |
| クレヨンしんちゃん | 第810話「謎のかぐやさんだゾ」 | 2013年 | かぐや | テレビ朝日 | 各所に『ウルトラマンA』を思わせる描写が存在する。 |

### 舞台

#### 劇団四季
- 王様の耳はロバの耳
- 裸の王様
- 青い鳥
- イワンのバカ
- 白鳥の王子

#### シアター・クラシックス
- 殺人のリハーサル　2003年4月／三百人劇場
- 想い出よ、さようなら　2004年10月7日〜9日／恵比寿エコー劇場　エレン・グリスウォルド役
- 女王ふたり　2006年4月5日〜9日／恵比寿エコー劇場
- 想像の絆　2008年6月18日〜22日／シアター代官山
- ミニプレイ・ウィークエンド　2009年10月30日〜11月1日／ウッディシアター中目黒　「絵葉書」イザベル役　「それから」グリンダ役
- ショートプレイ・ウィークエンド　2011 2011年5月20日〜5月22日／ウッディシアター中目黒　第2部「とうとう」彼女役
- ドラマティック・リーディング #1 「SEVEN・セブン」　2012年11月2日、3日／ウッディシアター中目黒　マリーナ・ビスクラコーヴァ＝パルカ役
- ドラマティック・リーディング #2 「SEVEN・セブン」(講堂版) 2013年9月13日〜15日／東京ウィメンズプラザ・ホール　マリーナ・ビスクラコーヴァ＝パルカ役
- ドラマティック・リーディング 「SEVEN・セブン」　2014年11月10日／矯風会館ホール　マリーナ・ピスクラコヴァ＝パルカ役

#### その他
- 逆賊ハローワイン
- 狐とぶどう（群像座）

### DVD
- ウルトラマンA（2004年、デジタルウルトラプロジェクト）南夕子役。公の場に現れるきっかけとなった。特典映像にも出演）
- ウルトラヒロイン伝説 女神たちの競演（2005年、ジェネオンエンタテインメント）

### その他
- GRANDPRIX =トークナンバーワン決定戦16= 2010年2月24日／しもきた空間リバティ
- 第4回 T-1グランプリ グランドチャンピオン大会 2011年9月25日／しもきた空間リバティ